# Llista d'aranyes de Madagascar
Aquesta llista d'aranyes de Madagascar inclou totes les espècies d'aranyes que es troben a Madagascar. Totes elles són endèmiques d'aquesta illa si no se n'indica el contrari.

## FamíliaAraneidae
- Acantharachne giltayi (Lessert, 1938) —també al Congo-
- Acantharachne madecassa (Emerit, 2000)
- Acantharachne milloti (Emerit, 2000)
- Acrosomoides acrosomoides (O. P.-Cambridge, 1879)
- Arachnura scorpionoides (Vinson, 1863) —també al Congo, Etiòpia i Maurici-
- Araneus isabella (Vinson, 1863)
- Araneus kraepelini (Lenz, 1891)
- Araneus lenzi (Roewer, 1942)
- Araneus madagascaricus (Strand, 1908)
- Araneus margitae (Strand, 1917)
- Araneus nossibeus (Strand, 1907)
- Araneus pallescens (Lenz, 1891)
- Araneus saccalava (Strand, 1907)
- Araneus sambava (Strand, 1907)
- Argiope coquereli (Vinson, 1863) —també a Zanzíbar-
- Argiope ranomafanensis (Bjørn, 1997)
- Augusta glyphica (Guérin, 1839)
- Caerostris cowani (Butler, 1882)
- Caerostris ecclesiigera (Butler, 1882)
- Caerostris extrusa (Butler, 1882)
- Caerostris hirsuta (Simon, 1895)
- Caerostris mitralis (Vinson, 1863) —també a l'Àfrica central-
- Caerostris sexcuspidata (Fabricius, 1793) —també al continent africà, Comores i Aldabra-
- Chorizopes antongilensis (Emerit, 1997)
- Chorizopes madagascariensis (Emerit, 1997)
- Coelossia trituberculata (Simon, 1903)- també a Maurici-
- Cyclosa hova (Strand, 1907)
- Cyclosa sanctibenedicti (Vinson, 1863) —també a Reunió-
- Cyphalonotus columnifer (Simon, 1903)
- Cyrtarachne madagascariensis (Emerit, 2000)
- Cyrtarachne ixoides (Simon, 1870) —també des de la Mediterrània fins a Geòrgia-
- Exechocentrus lancearius (Simon, 1889)
- Gasteracantha rhomboidea madagascariensis (Vinson, 1863)
- Gasteracantha rufithorax (Simon, 1881)
- Gasteracantha sanguinolenta andrefanae (Emerit, 1974)
  - Gasteracantha sanguinolenta bigoti (Emerit, 1974)
  - Gasteracantha sanguinolenta mangrovae (Emerit, 1974)
- Gasteracantha thorelli (Keyserling, 1864)
- Gasteracantha versicolor avaratrae (Emerit, 1974)
  - Gasteracantha versicolor formosa (Vinson, 1863)
- Isoxya cowani (Butler, 1882)
- Isoxya mahafalensis (Emerit, 1974)
- Isoxya milloti (Emerit, 1974)
- Isoxya reuteri (Lenz, 1886)
- Larinia tamatave (Grasshoff, 1971)
- Madacantha nossibeana (Strand, 1916)
- Nemoscolus waterloti (Berland, 1920)
- Neoscona angulatula (Schenkel, 1937) -també a Aldabra i Kenya-
- Neoscona cereolella (Strand, 1907) —també al Congo i a l'Àfrica oriental-
- Neoscona triangula mensamontella (Strand, 1907)
- Paraplectana walleri (Blackwall, 1865) —també a l'Àfrica Occidental i a l'Àfrica central-
- Pararaneus uncivulva (Strand, 1907)
- Parmatergus coccinelloides (Emerit, 1994)
  - Parmatergus coccinelloides ambrae (Emerit, 1994)
- Parmatergus lens (Emerit, 1994)
- Pasilobus antongilensis (Emerit, 2000)
- Pasilobus capuroni (Emerit, 2000)
- Poltys kochi (Keyserling, 1864) -també a Maurici-
- Poltys reuteri (Lenz, 1886)
- Poltys vesicularis (Simon, 1889)
- Prasonica albolimbata (Simon, 1895) —també al Congo-
- Prasonica seriata (Simon, 1895) —també al continent africà-
- Prasonicella cavipalpis (Grasshoff, 1971)
- Pronous tetralobus (Simon, 1895)
- Pycnacantha fuscosa (Simon, 1903)
- Thelacantha brevispina (Doleschall, 1857) —també des de l'Índia fins a les Filipines i a Austràlia-

## FamíliaArchaeidae
- Afrarchaea fisheri (Lotz, 2003)
- Afrarchaea godfreyi (Hewitt, 1919) —també a Sud-àfrica-
- Afrarchaea mahariraensis (Lotz, 2003)
- Eriauchenius bourgini (Millot, 1948)
- Eriauchenius gracilicollis (Millot, 1948)
- Eriauchenius jeanneli (Millot, 1948)
- Eriauchenius legendrei (Platnick, 1991)
- Eriauchenius pauliani (Legendre, 1970)
- Eriauchenius ratsirarsoni (Lotz, 2003)
- Eriauchenius tsingyensis (Lotz, 2003)
- Eriauchenius vadoni (Millot, 1948)
- Eriauchenius workmani (O. P.-Cambridge, 1881)

## FamíliaBarychelidae
- Idioctis intertidalis (Benoit & Legendre, 1968) —també a les Seychelles-
- Tigidia alluaudi (Simon, 1902)
- Tigidia bastardi (Simon, 1902)
- Tigidia dubia (Strand, 1907)
- Tigidia majori (Pocock, 1903)
- Tigidia mathiauxi (Simon, 1902)
- Tigidia processigera (Strand, 1907)
- Tigidia typica (Strand, 1907)
- Zophoryctes flavopilosus (Simon, 1902)

## FamíliaClubionidae
- Carteronius argenticomus (Keyserling, 1877)
- Carteronius vittiger Simon, 1896
- Clubiona hoffmanni (Schenkel, 1937)

## FamíliaCorinnidae
- Castianeira majungae (Simon, 1896)
- Cetonana aculifera (Strand, 1916)
- Copa auroplumosa (Strand, 1907)
- Copa lineata (Simon, 1903)
- Corinna nossibeensis (Strand, 1907)
- Orthobula sicca (Simon, 1903)
- Paccius angulatus (Platnick, 2000)
- Paccius elevatus (Platnick, 2000)
- Paccius griswoldi (Platnick, 2000)
- Paccius madagascariensis (Simon, 1889)
- Paccius mucronatus (Simon, 1898)
- Paccius quinteri (Platnick, 2000)
- Paccius scharffi (Platnick, 2000)

## FamíliaCtenidae
- Mahafalytenus fo (Silva, 2007)
- Mahafalytenus fohy (Silva, 2007)
- Mahafalytenus hafa (Silva, 2007)
- Mahafalytenus isalo (Silva, 2007)
- Mahafalytenus osy (Silva, 2007)
- Mahafalytenus paosy (Silva, 2007)
- Mahafalytenus tsilo (Silva, 2007)
- Viridasius fasciatus (Lenz, 1886)
- Vulsor isaloensis (Ono, 1993)
- Vulsor penicillatus (Simon, 1896)
- Vulsor quartus (Strand, 1907)
- Vulsor quintus (Strand, 1907)
- Vulsor septimus (Strand, 1907)
- Vulsor sextus (Strand, 1907)

## FamíliaCyatholipidae
- Alaranea alba (Griswold, 1997)
- Alaranea ardua (Griswold, 1997)
- Alaranea betsileo (Griswold, 1997)
- Alaranea merina (Griswold, 1997)
- Ulwembua antsiranana (Griswold, 1997)
- Ulwembua nigra (Griswold, 2001)
- Ulwembua ranomafana (Griswold, 1997)
- Vazaha toamasina (Griswold, 1997)

## FamíliaDeinopidae
- Deinopis madagascariensis (Lenz, 1886)

## FamíliaDesidae
- Desis crosslandi (Pocock, 1902) —també a Zanzíbar-

## FamíliaDipluridae
- Thelechoris rutenbergi (Karsch, 1881)
- Thelechoris striatipes (Simon, 1889) —també a l'Àfrica oriental i a l'Àfrica Austral-

## FamíliaEresidae
- Stegodyphus mimosarum (Pavesi, 1883) —també al continent africà-
- Stegodyphus simplicifrons (Simon, 1906)

## FamíliaFilistatidae
- Andoharano decaryi (Fage, 1945)
- Andoharano grandidieri (Simon, 1901)
- Andoharano milloti (Legendre, 1971)
- Andoharano monodi (Legendre, 1971)

## FamíliaGallieniellidae
- Gallieniella betroka (Platnick, 1984)
- Gallieniella blanci (Platnick, 1984)
- Gallieniella mygaloides (Millot, 1947)
- Legendrena angavokely (Platnick, 1984)
- Legendrena perinet (Platnick, 1984)
- Legendrena rolandi (Platnick, 1984)
- Legendrena rothi (Platnick, 1995)
- Legendrena spiralis (Platnick, 1995)
- Legendrena steineri (Platnick, 1990)
- Legendrena tamatave (Platnick, 1984)

## FamíliaGnaphosidae
- Camillina fiana (Platnick & Murphy, 1987) —també a les Comores-
- Camillina tsima (Platnick & Murphy, 1987)
- Drassodes malagassicus (Butler, 1879)
- Poecilochroa malagassa (Strand, 1907)
- Scotophaeus nossibeensis (Strand, 1907)
- Zelotes bastardi (Simon, 1896)
- Zelotes madagascaricus (Strand, 1907)

## FamíliaHersiliidae
- Hersilia eloetsensis (Foord & Dippenaar-Schoeman, 2006)
- Hersilia fossulata (Karsch, 1881)
- Hersilia insulana (Strand, 1907)
- Hersilia madagascariensis (Wunderlich, 2004) —també a les Comores-
- Hersilia tamatavensis (Foord & Dippenaar-Schoeman, 2006)
- Hersilia vinsoni (Lucas, 1869)

## FamíliaIdiopidae
- Genysa bicalcarata (Simon, 1889)
- Genysa decorsei (Simon, 1902)
- Genysa decorsei (Simon, 1902)
- Hiboka geayi (Fage, 1922)

## FamíliaLinyphiidae
- Helsdingenia extensa (Locket, 1968) —també a Santa Helena, Àfrica i les Comores-
- Microlinyphia simoni (van Helsdingen, 1970)
- Thapsagus pulcher (Simon, 1894)
- Thyreobaeus scutiger (Simon, 1889)
- Tmeticides araneiformis (Strand, 1907)

## FamíliaLiocranidae
- Donuea decorsei (Simon, 1903)

## FamíliaLycosidae
- Arctosa atroventrosa (Lenz, 1886)
- Geolycosa nossibeensis (Strand, 1907)
- Geolycosa urbana hova (Strand, 1907)
- Hognoides urbanides (Strand, 1907)
- Lycosa madagascariensis Vinson, 1863)
- Lycosa signata (Lenz, 1886)
- Ocyale fera (Strand, 1908)
- Pardosa cinerascens (Roewer, 1951)
- Pardosa vinsoni (Roewer, 1951)
- Pardosa zorimorpha (Strand, 1907)
- Tricassa madagascariensis

## FamíliaMigidae
- Micromesomma cowani (Pocock, 1895)
- Paramigas alluaudi (Simon, 1903)
- Paramigas andasibe (Raven, 2001)
- Paramigas goodmani (Griswold & Ledford, 2001)
- Paramigas macrops (Griswold & Ledford, 2001)
- Paramigas manakambus (Griswold & Ledford, 2001)
- Paramigas milloti (Griswold & Ledford, 2001)
- Paramigas oracle (Griswold & Ledford, 2001)
- Paramigas pauliani (Dresco & Canard, 1975)
- Paramigas pectinatus (Griswold & Ledford, 2001)
- Paramigas perroti (Simon, 1891)
- Paramigas rothorum (Griswold & Ledford, 2001)
- Thyropoeus malagasus (Strand, 1908)
- Thyropoeus mirandus (Pocock, 1895)

## FamíliaMimetidae
- Ero lokobeana (Emerit, 1996)
- Ero madagascariensis (Emerit, 1996)
- Mimetus madacassus (Emerit, 1996)

## FamíliaMiturgidae
- Cheiracanthium insulare (Vinson, 1863) —també a Reunió-
- Cheiracanthium leucophaeum (Simon, 1897)

## FamíliaNemesiidae
- Entypesa annulipes (Strand, 1907)
- Entypesa nebulosa (Simon, 1902)

## FamíliaNephilidae
- Clitaetra perroti (Simon, 1894)
- Nephila pilipes malagassa (Strand, 1907)
- Nephila senegalensis hildebrandti (Dahl, 1912)
- Nephilengys borbonica (Vinson, 1863) —també a les Comores, les Seychelles, Aldabra i les Mascarenyes-

## FamíliaOxyopidae
- Hostus paroculus (Simon, 1898)
- Oxyopes dumonti (Vinson, 1863) —també des de l'Àfrica oriental fins a les Seychelles-
- Oxyopes pallidecoloratus (Strand, 1906) —també a Etiòpia, Congo i a l'Àfrica oriental-
- Peucetia lucasi (Vinson, 1863) —també a les Comores-
- Peucetia madagascariensis (Vinson, 1863) —també a les Comores-

## FamíliaPhilodromidae
- Philodromus niveus (Vinson, 1863)
- Thanatus philodromicus (Strand, 1916)

## FamíliaPholcidae
- Crossopriza nigrescens (Millot, 1946)
- Leptopholcus sakalavensis (Millot, 1946)
- Paramicromerys betsileo (Huber, 2003)
- Paramicromerys coddingtoni (Huber, 2003)
- Paramicromerys combesi (Millot, 1946)
- Paramicromerys madagascariensis (Simon, 1893)
- Paramicromerys mahira (Huber, 2003)
- Paramicromerys manantenina (Huber, 2003)
- Paramicromerys marojejy (Huber, 2003)
- Paramicromerys megaceros (Millot, 1946)
- Paramicromerys nampoinai (Huber, 2003)
- Paramicromerys quinteri (Huber, 2003)
- Paramicromerys rabeariveloi (Huber, 2003)
- Paramicromerys ralamboi (Huber, 2003)
- Paramicromerys rothorum (Huber, 2003)
- Paramicromerys scharffi (Huber, 2003)
- Pholcus lambertoni (Millot, 1946)
- Smeringopus madagascariensis (Millot, 1946)
- Spermophora ranomafana (Huber, 2003)
- Spermophora vyvato (Huber, 2003)
- Zatavua analalava (Huber, 2003)
- Zatavua andrei (Millot, 1946)
- Zatavua ankaranae (Millot, 1946)
- Zatavua fagei (Millot, 1946)
- Zatavua griswoldi (Huber, 2003)
- Zatavua imerinensis (Millot, 1946)
- Zatavua impudica (Millot, 1946)
- Zatavua isalo (Huber, 2003)
- Zatavua kely (Huber, 2003)
- Zatavua madagascariensis (Fage, 1945)
- Zatavua mahafaly (Huber, 2003)
- Zatavua punctata (Millot, 1946)
- Zatavua talatakely (Huber, 2003)
- Zatavua tamatave (Huber, 2003
- Zatavua voahangyae (Huber, 2003)
- Zatavua vohiparara (Huber, 2003)
- Zatavua zanahary (Huber, 2003)

## FamíliaPhyxelididae
- Ambohima pauliani (Griswold, 1990)
- Ambohima sublima (Griswold, 1990)
- Phyxelida fanivelona (Griswold, 1990)
- Phyxelida malagasyana (Griswold, 1990)

## FamíliaPisauridae
- Caripetella madagascariensis (Lenz, 1886) —també a les Comores-
- Dolomedes saccalavus (Strand, 1907)
- Hala impigra
- Hala paulyi
- Hygropoda madagascarica (Strand, 1907)
- Hypsithylla linearis (Simon, 1903)
- Maypacius bilineatus (Pavesi, 1895) —també a l'Àfrica central i a l'Oriental-
- Maypacius vittiger (Simon, 1898)
- Paracladycnis vis (Blandin, 1979)
- Ransonia mahasoana (Blandin, 1979)
- Tallonia picta (Simon, 1889)
- Thalassiopsis vachoni (Roewer, 1955)
- Thalassius esimoni (Sierwald, 1984)
- Thalassius leoninus (Strand, 1916)
- Thalassius majungensis (Strand, 1907)
- Tolma toreuta

## FamíliaSalticidae
- Asemonea ornatissima (Peckham & Wheeler, 1889)
- Bavia albolineata (Peckham & Peckham, 1885)
- Beata lineata (Vinson, 1863)
- Brettus madagascarensis (Peckham & Peckham, 1903)
- Carrhotus harringtoni (Prószynski, 1992)
- Cyrba legendrei (Wanless, 1984) —també a les Comores-
- Echinussa imerinensis (Simon, 1901)
- Echinussa praedatoria (Keyserling, 1877)
- Echinussa vibrabunda (Simon, 1886)
- Evarcha madagascariensis (Prószynski, 1992)
- Goleba lyra (Maddison & Zhang, 2006)
- Goleba punctata (Peckham & Wheeler, 1888)
- Goleta peckhami (Simon, 1900)
- Goleta workmani (Peckham & Peckham, 1885)
- Harmochirus bianoriformis (Strand, 1907) —també a l'Àfrica central i Oriental-
- Heliophanus hamifer (Simon, 1886) —també a Moçambic, Zimbàbue i les Seychelles-
- Heliophanus imerinensis (Simon, 1901)
- Heliophanus innominatus (Wesolowska, 1986)
- Heliophanus modicus (Peckham & Peckham, 1903) —també a Sud-àfrica-
- Heliophanus mucronatus (Simon, 1901)
- Heliophanus orchesta (Simon, 1886) —també a l'Àfrica central i a Sud-àfrica-
- Hispo cingulata (Simon, 1886)
- Hispo frenata (Simon, 1900)
- Hispo macfarlanei (Wanless, 1981)
- Hispo pullata (Wanless, 1981)
- Hispo sulcata (Wanless, 1981)
- Hispo tenuis (Wanless, 1981)
- Hyllus albomarginatus (Lenz, 1886)
- Hyllus albooculatus (Vinson, 1863)
- Hyllus bifasciatus (Ono, 1993)
- Hyllus interrogationis (Strand, 1907)
- Hyllus lugubrellus (Strand, 1908)
- Hyllus lugubris (Vinson, 1863)
- Hyllus madagascariensis (Vinson, 1863)
- Hyllus nossibeensis (Strand, 1907)
- Hyllus vinsoni (Peckham & Peckham, 1885)
- Hyllus virgillus (Strand, 1907)
- Macopaeus spinosus (Simon, 1900)
- Meleon madagascarensis (Wanless, 1978)
- Meleon russata (Simon, 1900)
- Myrmarachne andringitra (Wanless, 1978)
- Myrmarachne augusta (Peckham & Peckham, 1892)
- Myrmarachne cowani (Peckham & Peckham, 1892)
- Myrmarachne diegoensis (Wanless, 1978)
- Myrmarachne electrica (Peckham & Peckham, 1892)
- Myrmarachne eugenei (Wanless, 1978)
- Myrmarachne eumenes (Simon, 1900)
- Myrmarachne longiventris (Simon, 1903)
- Myrmarachne mahasoa (Wanless, 1978)
- Myrmarachne nubilis (Wanless, 1978)
- Myrmarachne peckhami (Roewer, 1951)
- Myrmarachne ransoni (Wanless, 1978)
- Myrmarachne simplexella (Roewer, 1951)
- Myrmarachne volatilis (Peckham & Peckham, 1892) —també a la Xina i el Vietnam-
- Natta chionogaster (Simon, 1901) —també al continent africà-
- Pachypoessa lacertosa (Simon, 1902) —també a l'Àfrica Austral-
- Padilla armata (Peckham & Peckham, 1894)
- Padilla cornuta (Peckham & Peckham, 1885)
- Padilla glauca (Simon, 1900)
- Padilla lancearia (Simon, 1900)
- Padilla mantis (Simon, 1900)
- Padilla sartor (Simon, 1900)
- Pandisus decorus (Wanless, 1980)
- Pandisus modestus (Peckham & Wheeler, 1889)
- Pandisus parvulus (Wanless, 1980)
- Pandisus sarae (Wanless, 1980)
- Pandisus scalaris (Simon, 1900)
- Pharacocerus ebenauensis (Strand, 1908)
- Pharacocerus sessor Simon, 1902)
- Phaulostylus furcifer (Simon, 1902)
- Phaulostylus grammicus (Simon, 1902)
- Phaulostylus grandidieri (Simon, 1902)
- Phaulostylus leucolophus (Simon, 1902)
- Pochyta albimana (Simon, 1902)
- Poessa argenteofrenata (Simon, 1902)
- Portia schultzi (Karsch, 1878) —també a l'Àfrica central, Oriental i Austral-
- Pseudicius unicus (Peckham & Peckham, 1894)
- Quekettia georgius (Peckham & Peckham, 1892)
- Salticus coronatus (Camboué, 1887)
- Thyene inflata (Gerstäcker, 1873) —també al continent africà-
- Thyene tamatavi (Vinson, 1863)
- Thyene varians (Peckham & Peckham, 1901)
- Tomocyrba andasibe (Maddison & Zhang, 2006)
- Tomocyrba barbata (Simon, 1900)
- Tomocyrba decollata (Simon, 1900)

## FamíliaScytodidae
- Scytodes oswaldi (Lenz, 1891)

## FamíliaSegestriidae
- Segestria madagascarensis (Keyserling, 1877)

## FamíliaSelenopidae
- Anyphops benoiti (Corronca, 1998)
- Garcorops madagascar (Corronca, 2003)
- Garcorops paulyi (Corronca, 2003)
- Hovops dufouri (Vinson, 1863) —també a Reunió-
- Hovops legrasi (Simon, 1887)
- Hovops madagascariensis (Vinson, 1863)
- Hovops mariensis (Strand, 1908)
- Hovops modestus (Lenz, 1886)
- Hovops pusillus (Simon, 1887)
- Selenops ivohibe (Corronca, 2005)
- Selenops vigilans (Pocock, 1898) —també a l'Àfrica Occidental, Central i Oriental-

## FamíliaSparassidae
- Chrosioderma albidum (Simon, 1897)
- Chrosioderma analalava (Silva, 2005)
- Chrosioderma havia (Silva, 2005)
- Chrosioderma mahavelona (Silva, 2005)
- Chrosioderma mipentinapentina (Silva, 2005)
- Chrosioderma namoroka (Silva, 2005)
- Chrosioderma ranomafana (Silva, 2005)
- Chrosioderma roaloha (Silva, 2005)
- Chrosioderma soalala (Silva, 2005)
- Damastes atrignathus (Strand, 1908)
- Damastes coquereli (Simon, 1880)
  - Damastes coquereli affinis (Strand, 1907)
- Damastes decoratus (Simon, 1897)
- Damastes fasciolatus (Simon, 1903)
- Damastes flavomaculatus (Simon, 1880)
- Damastes grandidieri (Simon, 1880)
- Damastes majungensis (Strand, 1907)
- Damastes malagassus (Fage, 1926)
- Damastes malagasus (Karsch, 1881)
- Damastes masculinus (Strand, 1908)
- Damastes nossibeensis (Strand, 1907)
- Damastes oswaldi (Lenz, 1891)
- Damastes pallidus (Schenkel, 1937)
- Damastes sikoranus (Strand, 1906)
- Eusparassus laterifuscus (Strand, 1908)
- Megaloremmius leo (Simon, 1903)
- Olios coenobitus (Fage, 1926)
- Olios erraticus (Fage, 1926)
- Olios lamarcki (Latreille, 1806) —també des de Madagascar fins a Sri Lanka i l'Índia-
- Olios malagassus (Strand, 1907)
  - Olios malagassus septifer (Strand, 1908)
- Olios mordax (O. P.-Cambridge, 1899)
- Olios nossibeensis (Strand, 1907)
- Olios pusillus (Simon, 1880)
- Olios subpusillus (Strand, 1907)
- Palystes convexus (Strand, 1907)
- Palystes spiralis (Strand, 1907)
- Rhitymna hildebrandti (Järvi, 1914)
- Rhitymna imerinensis (Vinson, 1863)
- Staianus acuminatus (Simon, 1889)

## FamíliaStiphidiidae
- Ischalea incerta (O. P.-Cambridge, 1877)

## FamíliaSynaphridae
- Africepheia madagascariensis (Miller, 2007)
- Synaphris schlingeri (Miller, 2007)
- Synaphris toliara (Miller, 2007)

## FamíliaTengellidae
- Calamistrula evanescens (Dahl, 1901)

## Tetrablemmidae
- Shearella browni (Shear, 1978)

## FamíliaTetragnathidae
- Diphya pumila (Simon, 1888)
- Leucauge lechei (Strand, 1908)
- Leucauge tetragnathella (Strand, 1907)
- Leucauge undulata (Vinson, 1863) —també a Etiòpia i a l'Àfrica oriental-
- Orsinome vorkampiana (Strand, 1907)
- Pachygnatha longipes (Simon, 1894)
- Tetragnatha protensa (Walckenaer, 1842) —també des de Madagascar fins a Austràlia, Nova Caledònia i Palau-

## FamíliaTheraphosidae
- Encyocrates raffrayi (Simon, 1892)
- Monocentropus lambertoni (Fage, 1922)
- Phoneyusa bouvieri (Berland, 1917)

## FamíliaTheridiidae
- Anelosimus andasibe (Agnarsson & Kuntner, 2005)
- Anelosimus decaryi (Fage, 1930) —també a Aldabra-
- Anelosimus may (Agnarsson, 2005)
- Anelosimus nazariani (Agnarsson & Kuntner, 2005)
- Anelosimus sallee (Agnarsson & Kuntner, 2005)
- Anelosimus salut (Agnarsson & Kuntner, 2005)
- Anelosimus vondrona (Agnarsson & Kuntner, 2005)
- Argyrodes abscissus (O. P.-Cambridge, 1880)
- Argyrodes meus (Strand, 1907)
- Argyrodes minax (O. P.-Cambridge, 1880) —també a les Comores-
- Argyrodes sextuberculosus (Strand, 1908) —també a Moçambic-
- Argyrodes viridis (Vinson, 1863) —també a Reunió-
- Argyrodes zonatus (Walckenaer, 1842) —també a l'Àfrica oriental i a Reunió-
- Asygyna coddingtoni (Agnarsson, 2006)
- Asygyna huberi (Agnarsson, 2006)
- Crustulina ambigua (Simon, 1889)
- Dipoena transversisulcata (Strand, 1908)
- Latrodectus menavodi (Vinson, 1863) —també a les Comores-
- Latrodectus obscurior (Dahl, 1902) —també a Cap Verd-
- Phoroncidia aurata (O. P.-Cambridge, 1877)
- Phoroncidia quadrispinella (Strand, 1907)
- Phoroncidia rubroargentea (Berland, 1913)
- Phycosoma excisum (Simon, 1889)
- Theridion decemperlatum (Simon, 1889)
- Theridion lacticolor (Berland, 1920) —també a Kenya i al Iemen-
- Theridion quadrilineatum (Lenz, 1886)
- Theridula perlata (Simon, 1889)
- Theridula theriella (Strand, 1907)
- Thwaitesia argenteosquamata (Lenz, 1891)
- Thwaitesia aureosignata (Lenz, 1891)
- Thwaitesia pulcherrima (Butler, 1882)
- Tidarren apartiolum (Knoflach & van Harten, 2006)
- Tidarren dasyglossa (Knoflach & van Harten, 2006)
- Tidarren ephemerum (Knoflach & van Harten, 2006)
- Tidarren horaki (Knoflach & van Harten, 2006)
- Tidarren obtusum (Knoflach & van Harten, 2006)

## FamíliaThomisidae
- Apyretina catenulata (Simon, 1903)
- Apyretina nigra (Simon, 1903)
- Apyretina pentagona (Simon, 1895)
- Apyretina quinquenotata (Simon, 1903)
- Apyretina tessera (Simon, 1903)
- Cyriogonus fuscitarsis (Strand, 1908)
- Cyriogonus lactifer (Simon, 1886)
- Cyriogonus rutenbergi (Karsch, 1881)
- Cyriogonus simoni (Lenz, 1891)
- Cyriogonus triquetrus (Simon, 1886)
- Cyriogonus vinsoni (Thorell, 1875)
- Diaea nakajimai (Ono, 1993)
- Diplotychus longulus (Simon, 1903)
- Emplesiogonus scutulatus (Simon, 1903)
- Emplesiogonus striatus (Simon, 1903)
- Firmicus bimaculatus (Simon, 1886)
- Geraesta bilobata (Simon, 1897)
- Geraesta hirta (Simon, 1889)
- Herbessus decorsei (Simon, 1903)
- Iphoctesis echinipes (Simon, 1903)
- Lampertia pulchra (Strand, 1907)
- Phrynarachne clavigera (Simon, 1903)
- Phrynarachne pusiola (Simon, 1903)
- Phrynarachne rugosa (Latreille, 1804) —també a l'Àfrica Occidental, Malawi, Maurici i Reunió-
- Plastonomus octoguttatus (Simon, 1903)
- Pseudoporrhopis granum (Simon, 1886)
- Pyresthesis laevis (Keyserling, 1877)
- Runcinia oculifrons (Strand, 1907)
- Soelteria nigra (Dahl, 1907)
- Stephanopis octolobata (Simon, 1886)
- Stephanopis rhomboidalis (Simon, 1886)
- Synema hildebrandti (Dahl, 1907)
- Synema lunulatum (Dahl, 1907)
- Synema obscurifrons (Dahl, 1907)
- Synema obscuripes (Dahl, 1907)
- Tharrhalea cerussata (Simon, 1886)
- Tharrhalea semiargentea (Simon, 1895)
- Tharrhalea superpicta (Simon, 1886)
- Thomisus boesenbergi (Lenz, 1891)
- Thomisus lamperti (Strand, 1907)
- Thomisus madagascariensis (Comellini, 1957)
  - Thomisus madagascariensis pallidus (Comellini, 1957)
- Thomisus nossibeensis (Strand, 1907)
- Trichopagis manicata (Simon, 1886) —també a Gabon, Guinea i Sud-àfrica-
- Xysticus hepaticus (Simon, 1903)

## FamíliaTrochanteriidae
- Platyoides grandidieri (Simon, 1903) —també a Kenya, Aldabra i Reunió-
- Platyoides mailaka (Platnick, 1985)
- Platyoides velonus (Platnick, 1985)

## FamíliaUloboridae
- Uloborus aureus (Vinson, 1863)
- Uloborus vanillarum (Vinson, 1863)
- Uloborus velutinus (Butler, 1882)

## FamíliaZodariidae
- Aschema madagascariensis (Strand, 1907)
- Aschema pallida
- Diores anomalus
- Diores milloti
- Madrela angusta (Simon, 1889)
- Madrela madrela

## FamíliaZorocratidae
- Uduba dahli (Simon, 1903)
- Uduba madagascariensis (Vinson, 1863)
- Zorodictyna inhonesta (Simon, 1906)
- Zorodictyna oswaldi (Lenz, 1891)[1]